# Mesquita de Alazar
A Mesquita de Alazar ("mesquita do mais resplendente" árabe: الجامع الأزهر; romaniz.: al-Gāma` al-Azhar) é uma mesquita do Cairo, Egito.
Desde 2010 que o seu imã é Ahmed el-Tayeb.